# Decomposizione di Cholesky
In algebra lineare la decomposizione di Cholesky è la fattorizzazione di una matrice hermitiana e definita positiva in una matrice triangolare inferiore e nella sua trasposta coniugata. Essa si può considerare come un caso speciale della più generale decomposizione LU. Il nome di questa decomposizione ricorda il matematico francese André-Louis Cholesky (1875-1918).

## Definizione
Sia {\displaystyle A} una matrice quadrata, hermitiana e definita positiva su campo {\displaystyle K}; tale {\displaystyle A} può essere decomposta come:
{\displaystyle \mathbf {A} =\mathbf {L} \mathbf {L} ^{*}\qquad (\mathbf {A} \in \mathbb {K} ^{m\times m})}
con {\displaystyle L} matrice triangolare inferiore con elementi diagonali positivi e {\displaystyle L^{*}} la matrice coniugata trasposta di {\displaystyle L}.
Se la matrice {\displaystyle A} è reale e simmetrica, la coniugata trasposta di {\displaystyle L} coincide con la trasposta e la decomposizione si semplifica:
{\displaystyle \mathbf {A} =\mathbf {L} \mathbf {L} ^{T}\qquad (\mathbf {A} \in \mathbb {R} ^{n\times n})}

## Algoritmo di Cholesky
L'algoritmo di Cholesky, usato per calcolare la matrice di decomposizione {\displaystyle L}, è una versione modificata dell'algoritmo di Gauss.
L'algoritmo ricorsivo inizia con il considerare:
{\displaystyle \mathbf {A} ^{(1)}:=\mathbf {A} }
{\displaystyle \mathbf {A} ^{(i)}:={\begin{pmatrix}a_{i,i}&\mathbf {b} _{i}^{*}\\\mathbf {b} _{i}&\mathbf {B} ^{(i)}\end{pmatrix}}}
{\displaystyle \mathbf {L} _{i}:={\begin{pmatrix}{\frac {1}{\sqrt {a_{i,i}}}}&0\\-{\frac {1}{a_{i,i}}}\mathbf {b} _{i}&\mathbf {I} \end{pmatrix}}}
{\displaystyle \mathbf {A} ^{(i)}:=\mathbf {L} _{i}^{-1}{\begin{pmatrix}1&0\\0&\mathbf {B} ^{(i)}-{\frac {1}{a_{i,i}}}\mathbf {b} _{i}\mathbf {b} _{i}^{*}\end{pmatrix}}(\mathbf {L} _{i}^{-1})^{*}}
Si definisce per i successivi {\displaystyle i}:
{\displaystyle \mathbf {A} ^{(i+1)}:=\mathbf {B} ^{(i)}-{\frac {1}{a_{i,i}}}\mathbf {b} _{i}\mathbf {b} _{i}^{*}}
in modo che:
{\displaystyle \mathbf {A} ^{(i)}=\mathbf {L} _{i}^{-1}{\begin{pmatrix}1&0\\0&\mathbf {A} ^{(i+1)}\end{pmatrix}}(\mathbf {L} _{i}^{-1})^{*}}
La ricorsione termina dopo n passi dove {\displaystyle A^{(n)}=1}. Si vede che la matrice triangolare inferiore {\displaystyle L} è calcolata come:
{\displaystyle \mathbf {L} :=\mathbf {L} _{1}\mathbf {L} _{2}\dots \mathbf {L} _{n}}

## Algoritmo di Cholesky Banachiewicz
L'algoritmo di Cholesky Banachiewicz dà una formula per calcolare direttamente le entrate della matrice triangolare inferiore {\displaystyle L}. Esso inizia formando l'angolo superiore sinistro della matrice {\displaystyle L} e procede a calcolare la matrice riga per riga:
```

  

    

      

        
∀

        
i

        
=

        
1

        
,

        
…

        
,

        
m

      

    

    
{\displaystyle \forall i=1,\dots ,m}

  

    

  

    

      

        
∀

        
j

        
=

        
1

        
,

        
…

        
,

        
(

        
i

        
−

        
1

        
)

      

    

    
{\displaystyle \forall j=1,\dots ,(i-1)}

  

      

  

    

      

        

          
l

          

            
i

            
,

            
j

          

        

        
=

        

          

            
1

            

              
l

              

                
j

                
,

                
j

              

            

          

        

        

          
(

          

            

              
a

              

                
i

                
,

                
j

              

            

            
−

            

              
∑

              

                
ι

                
=

                
1

              

              

                
j

                
−

                
1

              

            

            

              
l

              

                
i

                
,

                
ι

              

            

            

              
l

              

                
j

                
,

                
ι

              

            

          

          
)

        

      

    

    
{\displaystyle l_{i,j}={\frac {1}{l_{j,j}}}\left(a_{i,j}-\sum _{\iota =1}^{j-1}l_{i,\iota }l_{j,\iota }\right)}

  

    

  

    

      

        

          
l

          

            
i

            
,

            
i

          

        

        
=

        

          

            

              
a

              

                
i

                
,

                
i

              

            

            
−

            

              
∑

              

                
k

                
=

                
1

              

              

                
i

                
−

                
1

              

            

            

              
l

              

                
i

                
,

                
k

              

              

                
2

              

            

          

        

        
.

      

    

    
{\displaystyle l_{i,i}={\sqrt {a_{i,i}-\sum _{k=1}^{i-1}l_{i,k}^{2}}}.}

  

```

## Algoritmo di Cholesky-Crout
L'algoritmo di Cholesky-Crout fornisce un procedimento un po' differente per calcolare le entrate della matrice triangolare inferiore {\displaystyle L}. Inizia formando l'angolo superiore sinistro della matrice {\displaystyle L} e procede a calcolare la matrice colonna per colonna:
```
 

  

    

      

        
∀

        
i

        
=

        
1

        
,

        
…

        
,

        
m

      

    

    
{\displaystyle \forall i=1,\dots ,m}

  

   

  

    

      

        

          
l

          

            
i

            
,

            
i

          

        

        
=

        

          

            

              
a

              

                
i

                
,

                
i

              

            

            
−

            

              
∑

              

                
k

                
=

                
1

              

              

                
i

                
−

                
1

              

            

            

              
l

              

                
i

                
,

                
k

              

              

                
2

              

            

          

        

        
.

      

    

    
{\displaystyle l_{i,i}={\sqrt {a_{i,i}-\sum _{k=1}^{i-1}l_{i,k}^{2}}}.}

  

   

  

    

      

        
∀

        
j

        
=

        
(

        
i

        
+

        
1

        
)

        
,

        
…

        
,

        
m

      

    

    
{\displaystyle \forall j=(i+1),\dots ,m}

  

     

  

    

      

        

          
l

          

            
j

            
,

            
i

          

        

        
=

        

          

            
1

            

              
l

              

                
i

                
,

                
i

              

            

          

        

        

          
(

          

            

              
a

              

                
j

                
,

                
i

              

            

            
−

            

              
∑

              

                
ι

                
=

                
1

              

              

                
i

                
−

                
1

              

            

            

              
l

              

                
j

                
,

                
ι

              

            

            

              
l

              

                
i

                
,

                
ι

              

            

          

          
)

        

      

    

    
{\displaystyle l_{j,i}={\frac {1}{l_{i,i}}}\left(a_{j,i}-\sum _{\iota =1}^{i-1}l_{j,\iota }l_{i,\iota }\right)}

  

```

## Esempio
Un esempio pratico per una decomposizione di Cholesky di una matrice 2x2:
```

  

    

      

        
A

        
=

        

          

            
[

            

              

                

                  
a

                

                

                  
b

                

              

              

                

                  
b

                

                

                  
d

                

              

            

            
]

          

        

      

    

    
{\displaystyle A={\begin{bmatrix}a&b\\b&d\end{bmatrix}}}

  

  

    

      

        
A

        
=

        
P

        

          
P

          
′

        

      

    

    
{\displaystyle A=PP'}

  

  

    

      

        
P

        
=

        

          

            
[

            

              

                

                  

                    

                      
a

                    

                  

                

                

                  
0

                

              

              

                

                  

                    

                      
b

                      

                        
a

                      

                    

                  

                

                

                  

                    

                      
d

                      
−

                      

                        

                          

                            
b

                            

                              
2

                            

                          

                          
a

                        

                      

                    

                  

                

              

            

            
]

          

        

      

    

    
{\displaystyle P={\begin{bmatrix}{\sqrt {a}}&0\\{\frac {b}{\sqrt {a}}}&{\sqrt {d-{\frac {b^{2}}{a}}}}\end{bmatrix}}}

  

```